# Toulaud
Toulaud é uma comuna francesa na região administrativa de Auvérnia-Ródano-Alpes, no departamento de Ardèche. Estende-se por uma área de 34,73 km². Em 2010 a comuna tinha 1 759 habitantes (densidade: 50,6 hab./km²).